# Subsecretaria d'Hisenda
La Subsecretaria d'Hisenda (fins a juny de 2018 Subsecretaria d'Hisenda i Funció Pública és un òrgan directiu del Ministeri d'Hisenda d'Espanya encarregat de la representació ordinària del ministeri per delegació del Ministre, l'adreça, impuls i coordinació general dels serveis comuns del departament i de les Conselleries de Finances en l'exterior, l'exercici de les competències corresponents a aquests serveis comuns, així com l'assistència al Ministre en l'elaboració i aprovació dels plans d'actuació del departament i dels organismes públics adscrits.

## Funcions
Les seves funcions es regulen en l'Article 18 del Reial decret 769/2017, de 28 de juliol, i les seves funcions són:
- L'elaboració de la proposta de pressupost anual del ministeri i la coordinació dels corresponents als seus organismes públics adscrits, així com el seguiment de l'execució pressupostària i, si escau, la tramitació de les seves modificacions.
- La direcció, impuls i coordinació de les actuacions relatives a la participació del departament en els òrgans col·legiats del Govern i en els de col·laboració i suport al Govern.
- Les relacions administratives amb els organismes públics adscrits al Ministeri a través de la Subsecretaria.
- La direcció, impuls i coordinació de l'administració electrònica en el departament.
- Les funcions relatives al desenvolupament, el manteniment i gestió dels sistemes d'informació dels serveis comuns del Ministeri, del centre departamental d'atenció a usuaris i la gestió, si escau, de les xarxes internes de comunicacions.
- La gestió i administració dels recursos humans del departament i les relacions amb les organitzacions sindicals i entitats representatives del personal, així com l'establiment dels plans de formació del personal i la gestió de l'acció social i dels programes de prevenció de riscos laborals.
- La gestió de mitjans materials del departament, del registre general del ministeri, així com dels serveis tècnics, de seguretat, de reprografia i, en general, els de règim interior.
- L'adquisició de béns materials i la contractació de serveis, així com la planificació, coordinació, elaboració i direcció dels projectes d'obres; la tramitació dels expedients de contractació d'obres i el manteniment i conservació dels edificis dels serveis centrals del departament.
- La tramitació dels expedients d'arrendament d'immobles dels serveis centrals, el manteniment de l'inventari dels immobles afectes al departament, la gestió financera i de tresoreria dels crèdits pressupostaris dels serveis comuns.
- L'avaluació dels recursos necessaris per a l'adequat funcionament dels òrgans perifèrics del departament, així com la seva distribució i el seguiment de la seva gestió i l'impuls, la coordinació de les instruccions i ordres de servei que sigui procedent dictar per al funcionament dels òrgans territorials del departament, la tramitació dels expedients d'arrendament d'immobles de les Delegacions d'Economia i Hisenda i la coordinació de les diferents caixes pagadores del departament a través de la unitat central.
- La col·laboració amb la Secretaria d'Estat de la Funció Pública en la coordinació de les unitats d'informació de la Administració General de l'Estat previstes en l'article 21 de la llei 19/2013, de 9 de desembre, de transparència, accés a la informació pública i bon govern. Dictar, de forma conjunta amb la Secretaria d'Estat de Funció Pública, indicacions per a la dinamització i impuls del dret d'accés.
- Assistir al ministre en el control d'eficàcia del ministeri i els seus organismes públics.
- Determinar les actuacions precises per a la millora dels sistemes de planificació, direcció i organització i per a la racionalització i simplificació dels procediments i mètodes de treball en l'àmbit del departament.

## Estructura
De la Subsecretaria depenen els següents òrgans directius:
- Secretaria General Tècnica.
- Direcció general del Patrimoni de l'Estat.
- Inspecció General.
- Direcció general de Racionalització i Centralització de la Contractació.
- Gabinet Tècnic de la Sotssecretaria.
- Departament de Serveis i Coordinació Territorial.
- Oficina Pressupostària.
- Subdirecció General de Recursos Humans.
- Oficialia Major.
- Subdirecció General de Tecnologies de la Informació i de les Comunicacions.

### Organismes adscrits
- Tribunal Administratiu Central de Recursos Contractuals.
- Comissionat per al Mercat de Tabacs.
- Fàbrica Nacional de Moneda i Timbre - Real Casa de la Moneda
- Parc Mòbil de l'Estat
- Consorci de la Zona Franca de Barcelona.
- Consorci de la Zona Franca de Santander.
- Delegacions d'Economia i Hisenda

## Llista de Subsecretaris
| Nom                                      | Cos de funcionaris                                 | Any de naixement | Data de nomenament     |
| ---------------------------------------- | -------------------------------------------------- | ---------------- | ---------------------- |
| Dionisio Martínez Martínez (1)           | Cos d'Inspectors d'Hisenda de l'Estat              | 1940             | 11 de juliol de 1977   |
| Carlos García de Vinuesa y Zabala (1)    | Cos d'Inspectors d'Hisenda de l'Estat              | 1941             | 27 d'abril de 1979     |
| Jesús Fernández Cordeiro (1)             | Cos d'Inspectors d'Hisenda de l'Estat              | 1931             | 14 de novembre de 1980 |
| Arturo Romaní Biescas (1)                | Cos d'Advocats de l'Estat                          | 1942             | 27 de març de 1981     |
| Luis Ducasse Gutiérrez (1)               | Cos d'Advocats de l'Estat                          | 1947             | 3 de setembre de 1981  |
| José Antonio Cortés Martínez (2)         | Cos d'Inspectors d'Hisenda de l'Estat              |                  | 22 de desembre de 1982 |
| Miguel Martín Fernández (2)              | Cos Superior d'Interventors i Auditors de l'Estat  | 1943             | 15 de febrer de 1984   |
| José María García Alonso (2)             | Cos d'Inspectors d'Hisenda de l'Estat              | 1944             | 1 d'agost de 1986      |
| Enrique Martínez Robles (2)              | Cos d'Inspectors d'Hisenda de l'Estat              | 1944             | 22 d'abril de 1988     |
| Juan Antonio Blanco-Magadán y Amutio (2) | Cos Superior d'Administradors Civils de l'Estat    | 1947             | 23 de juliol de 1993   |
| Fernando Díez Moreno (2)                 | Cos d'Advocats de l'Estat                          | 1941             | 10 de maig de 1996     |
| Rafael Catalá Polo (1)                   | Cos Superior d'Administradors Civils de l'Estat    | 1961             | 5 de maig de 2000      |
| Francisco Uría Fernández (1)             | Cos d'Advocats de l'Estat                          | 1965             | 26 de juliol de 2002   |
| Juana Lázaro Ruiz (2)                    | Cos d'Inspectors d'Hisenda de l'Estat              | 1950             | 19 d'abril de 2004     |
| Pilar Platero Sanz (3)                   | Cos Superior d'Interventors i Auditors de l'Estat  |                  | 23 de desembre de 2011 |
| Felipe Martínez Rico (4)                 | Cos de Tècnics Comercials i Economistes de l'Estat |                  | 25 de novembre de 2016 |
| Pilar Paneque Sosa (1)                   | Cos Superior Facultatiu de la Junta d'Andalusia    | 1959             | 6 de juny de 2018      |

- (1) Subsecretari d'Hisenda.
- (2) Subsecretari d'Economia i Hisenda.
- (3) Subsecretari d'Hisenda i Administracions Públiques.
- (4) Subsecretari d'Hisenda i Funció Pública.